# Adalia bipunctata revelierei
Adalia bipunctata revelierei é uma subespécie de insetos coleópteros polífagos pertencente à família Coccinellidae.
A autoridade científica da subespécie é Mulsant, tendo sido descrita no ano de 1866.
Trata-se de uma subespécie presente no território português.